# Karl Alpiger
Karl Alpiger, né le 27 avril 1961 à Wildhaus, est un ancien skieur alpin suisse qui a mis un terme à sa carrière sportive à la fin de la saison 1991.

## Palmarès

### Championnats du monde
| Édition / Épreuve           | Descente | Super G | Slalom géant | Slalom | Combiné |
| --------------------------- | -------- | ------- | ------------ | ------ | ------- |
| Mondiaux 1987 Crans-Montana | Bronze   | 20e     | —            | —      | —       |
| Mondiaux 1989 Vail          | Bronze   | —       | —            | —      | —       |

### Coupe du monde
- Meilleur résultat au classement général : 11e en 1987
  - 5 victoires : 5 descentes

#### Différents classements en Coupe du monde
| Année/Classement | Année/Classement | Général | Général | Descente | Descente | Géant  | Géant  | Super-G | Super-G | Combiné | Combiné |
| ---------------- | ---------------- | ------- | ------- | -------- | -------- | ------ | ------ | ------- | ------- | ------- | ------- |
| Année/Classement | Année/Classement | Class.  | Points  | Class.   | Points   | Class. | Points | Class.  | Points  | Class.  | Points  |
| 1982             | 1982             | 100e    | 1       | 38e      | 1        | -      | -      | -       | -       | -       | -       |
| 1985             | 1985             | 13e     | 100     | 3e       | 80       | 34e    | 10     | -       | -       | 20e     | 10      |
| 1986             | 1986             | 17e     | 110     | 5e       | 75       | -      | -      | 13e     | 20      | -       | -       |
| 1987             | 1987             | 11e     | 87      | 6e       | 79       | -      | -      | 12e     | 20      | -       | -       |
| 1988             | 1988             | 27e     | 50      | 9e       | 50       | -      | -      | -       | -       | -       | -       |
| 1989             | 1989             | 23e     | 65      | 10e      | 65       | -      | -      | -       | -       | -       | -       |
| 1990             | 1990             | 33e     | 40      | 20e      | 17       | -      | -      | 17e     | 23      | -       | -       |
| 1991             | 1991             | 57e     | 15      | 19e      | 14       | -      | -      | 30e     | 1       | -       | -       |

#### Détail des victoires
| Saison / Épreuve | Descente           | Total |
| 1985             | Bad Kleinkirchheim | 1     |
| 1986             | Las Lenas (X2)     | 2     |
| 1988             | Åre                | 1     |
| 1989             | Aspen              | 1     |
| Total            | 5                  | 5     |

### Arlberg-Kandahar
- Meilleur résultat : 4e place dans la descente 1985 à Garmisch.